# Bavikhove
Bavikhove is een dorp in de Belgische provincie West-Vlaanderen en een deelgemeente van Harelbeke. Het is gelegen langs de Leie, 2 km ten noorden van Harelbeke en 1,5 km ten zuiden van Hulste. Het was een zelfstandige gemeente tot aan de gemeentelijke herindeling van 1977. Gedurende de 19e en 20e eeuw bloeide de vlasindustrie. Vandaag staat Bavikhove bekend om zijn lokale brouwerij, Brouwerij Debrabandere.
Sint-Amandus is de patroonheilige van Bavikhove. 

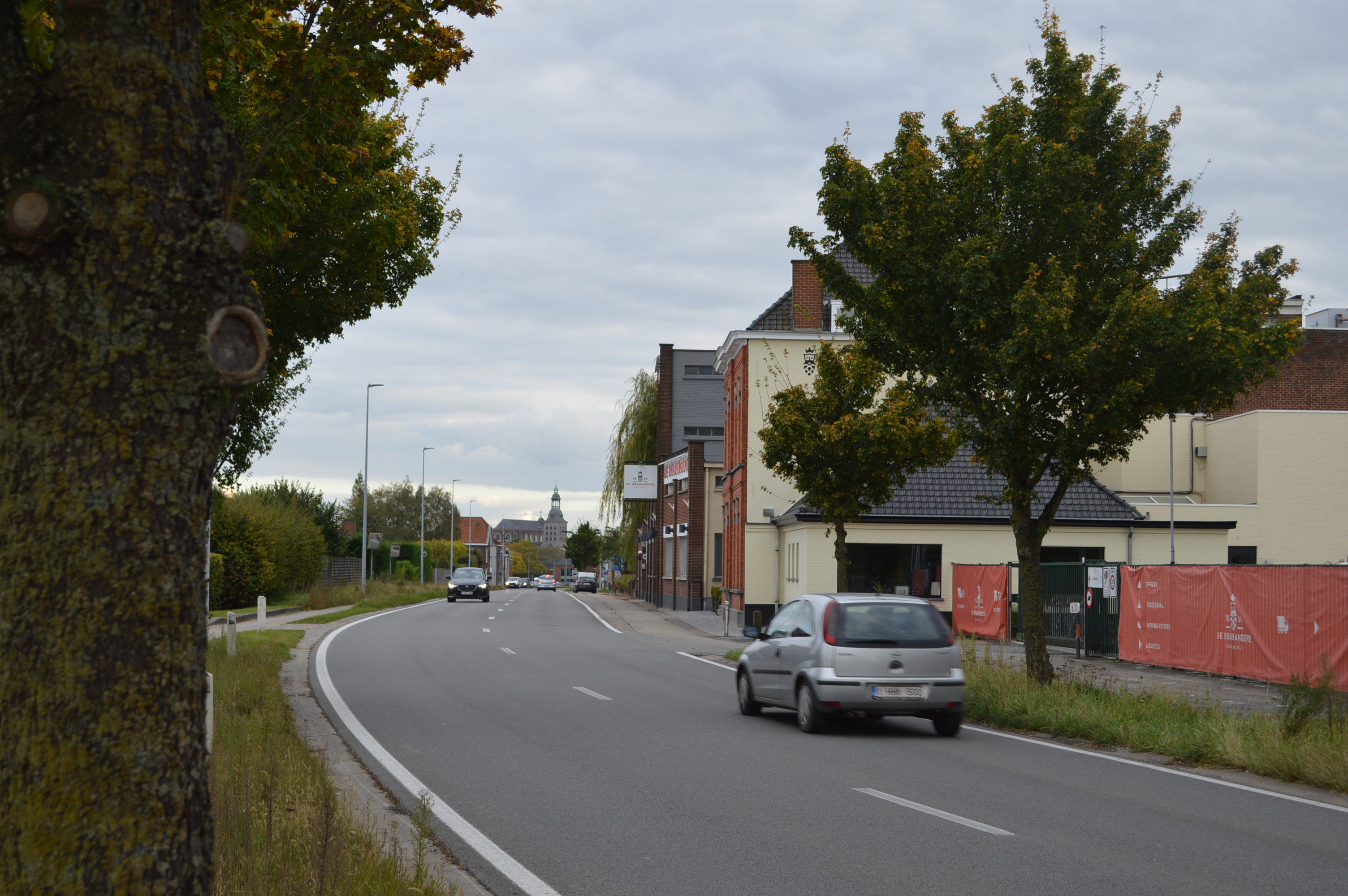
De Rijksweg in Bavikhove met rechts, Brouwerij De Brabandere.

## Geschiedenis
De oudste artefacten die op het grondgebied gevonden zijn stammen uit het neolithicum.
Volgens de legende zou de nederzetting gesticht zijn door Sint-Bavo, deze leefde echter in de 7e eeuw. In 1120 werd Bavinkhove voor het eerst vernoemd als villa Bavinghova, samenstelling van een persoonsnaam en het achtervoegsel -hof, nederzetting. Een eerste stenen kerk werd in de eerste helft van de 12e eeuw gebouwd. Delen van deze kerk, gebouwd in Doornikse kalksteen, zijn in de huidige kerk bewaard gebleven. Al voor 1146 was het patronaatsrecht van de kerk in bezit van de Sint-Bartholomeusabdij van Noyon.
Bestuurlijk waren er vele kleine heerlijkheden in Bavikhove. De dorpsheerlijkheid heette Ter Kercke. De heren van Bavinkhove waren ook eigenaar van de heerlijkheid Ter Coutere. Vanaf 1362 waren deze heerlijkheden in bezit van de familie Van den Brande om omstreeks 1525 over te gaan naar de familie Van Gistel. Later in de 16e eeuw kwam hij aan de families Van de Briarde en Van der Gracht. In 1637 kwam de heerlijkheid door verkoop aan de familie Damman en vanaf 1677 kwam deze aan de familie de la Tour de Saint-Quentin. Eind 17e eeuw kwam de familie de Lens in bezit van de heerlijkheid en bleef dit tot de Franse tijd (einde 18e eeuw).
In 1572 werd onder meer de kerk van Bavinkhove geplunderd door de beeldenstormers. Einde 16e eeuw keerde de rust weer en kon de kerk worden hersteld. In de 17e eeuw waren er weer plunderingen, onder andere door Franse troepen in 1658.
Na 1713 volgt een periode van betrekkelijke rust, maar in 1744 vielen Franse troepen binnen en eisten inkwartiering.
Gedurende de 19e eeuw kwam de vlasverwerking op. Vanaf 1860 was het toegestaan om vlas in de Leie te roten. Firma's als Veys en Vandenberghe richtten vlasverwerkingsbedrijven op. In 1894-1895 richtte De Brabandere een brouwerij op. Van 1920 tot 1940 was de bloeitijd van de vlasverwerking. In 1943 werd het roten in de Leie verboden en vanaf 1950 nam de vlasnijverheid in betekenis af.
Op 24 mei 1940 vond de Leieslag plaats, waarbij een aantal huizen en gebouwen zwaar beschadigd raakten.
Op 1 januari 1977 werd Bavikhove opgenomen in de fusiegemeente Harelbeke. Omstreeks 2000 kwam de N36 gereed, met een nieuwe brug over de Leie.

## Demografische ontwikkeling
- Bronnen:NIS, Opm:1831 tot en met 1970=volkstellingen; 1976 = inwoneraantal op 31 december

## Bezienswaardigheden
- De driebeukige Sint-Amanduskerk gaat terug tot de 14de-15de eeuw. In 1872 werd de kerk met twee westelijke traveeën uitgebreid en in 1899 door architect Carette uit Kortrijk in neogotische stijl verbouwd. Daarbij kwamen nieuwe daken, een nieuwe westgevel, een traptorentje, vernieuwde vensters en een doopkapel. Het interieur werd in 1900-1905 eveneens in neogotische stijl aangepast. Het hoofdaltaar en kruisweg zijn van Aloïs Debeule uit Gent.
- Hoeve Ter Triest. Voormalige omwalde hoeve, eerst vermeld in 1441. Gelegen aan Oostrozebeeksesstraat 18 op de grens van Bavikhove, Hulste en Ooigem. De heerlijkheid ter Triest was leenroerig aan de heerlijkheid ten Beloke. Zij werd in de 19de eeuw bewoond door de familie Masureel, waarvan Leon Bekaert uit Zwevegem een afstammeling was. De familie Bekaert is nu eigenaar van het goed. Een deel van de gebouwen (waaronder schuren en stallingen) dragen op de balken de jaartallen 1742 en 1763.[1]
- Hoeve Hoog Hemerijk. Gelegen aan Europastraat 28. De heerlijkheid ’t Hoogh Hemelryck was een achterleen van de heerlijkheid Ter Coutere in Bavikhove. Gegevens en anekdoten sinds 1730 door toenmalig eigenaar Cornelis Van der Werve uit Doornik melden dat de hoeve op 20 juli 1744 door Franse inval was platgebrand "door het volk van den Bn de Beaufremong Lt Gl van de fransche armee." In de volgende jaren werd het wederopgebouwd.[1]
- Hoeve Ter Coutere. Ter Coutere was een uitgestrekte heerlijkheid in Bavikhove, gehouden van het leenhof van Harelbeke. Reeds vanaf de 15de eeuw werd ter Coutere altijd samen met ter Kerke (de dorpsheerlijkheid waar de kerk van Bavikhove stond) verkocht of overgeërfd. Wat betekende dat de heer van ter Coutere in feite ook heer van Bavikhove was. De hoeve is afgebeeld op een vroeg 17de-eeuwse kaart van Loys de Bersaques.[1]

## Natuur en landschap
Bavikhove ligt in Zandlemig Vlaanderen. De Leie werd in 1974 rechtgetrokken. De oude Leiearm op de grens met Ooigem is een restant van de meanderende Leie zoals die tot 1974 bestond. De hoogte in Bavikhove varieert van 10 tot 22,5 meter. De Hazebeek, hier Plaatsbeek genoemd, mondt ten noorden van de dorpskern uit in de Leie.

## Politiek
Bavikhove had een eigen gemeentebestuur en burgemeester tot de fusie van 1977. Burgemeester was:
- 1953-1976: Palmer Rosseel (1926–2019)

## Bekende personen
- De acteur Wim Opbrouck woont in Bavikhove. De dorpsnaam raakte bekend door het televisieprogramma In de gloria, vanwege een sketch waarin de Bavikhovenaar Gerrit Callewaert (gespeeld door Wim Opbrouck) in vier van de eerste afleveringen van de reeks protesteert tegen de ondertiteling van het West-Vlaams op de Vlaamse televisie.
- Wielrenner Leif Hoste (1977) groeide op in Bavikhove.
- Dirk Demol, oud-wielrenner, ex-ploegleider van Quickstep, in 2011 ploegleider van RadioShack werd er geboren.
- Luc Descheemaeker (1955): cartoonist en humorfotograaf met pseudoniem O-sekoer
- Wielrenner Stijn Devolder groeide samen met zijn zus op bij zijn ouders in Bavikhove. Zijn lagere school liep hij in de basisschool van Bavikhove.
- Roland Vercruysse (1928-2002), atleet
- Jacques Vercruysse (1930-2001), atleet
- Eli Iserbyt (1997), wereldkampioen veldrijden bij de beloften (2016, 2018)

## Trivia
- Een spotnaam voor een inwoner van Bavikhove is bruieter.

## Nabijgelegen kernen
Hulste, Kuurne, Harelbeke, Beveren, Ooigem
Deelgemeenten: Bavikhove · Harelbeke · Hulste

Dorpen: Stasegem

Belgische gemeenten · Arrondissement Kortrijk · West-Vlaanderen · Vlaanderen